# Antoine le pauvre hère
Antoine le pauvre hère (russe : Антон-горемыка, Anton-Goremyka) est une nouvelle de l'écrivain russe Dmitri Grigorovitch, publiée en 1847 par Le Contemporain (vol. VI, section 11). Rétrospectivement, cette nouvelle est considérée comme un des exposés les plus forts contre le servage en Russie dans la littérature russe,.

## Contexte
Grigorovitch écrit cette nouvelle pendant l'été 1847, alors qu'il séjourne à la campagne. L'argument est conçu plus tôt dans l'année à Saint-Pétersbourg. Le jeune auteur de vingt-cinq ans a aussi de longues discussions avec Nikolaï Nekrassov qui lui assure qu'il serait plus qu'heureux de voir cette nouvelle publiée dans sa propre revue. Grigorovitch écrit plus tard: « Avant de quitter la ville pour la campagne, Nekrassov insista dans une lettre personnelle que je devais envoyer rapidement le manuscrit de cette nouvelle à son journal ». Après avoir terminé cette nouvelle (dont il est fort satisfait), il l'envoie à Nekrassov et apprend bientôt que « Nekrassov et Panaïev l'ont beaucoup appréciée. » « j'avais à cette époque acquis plus d'expérience, si bien que j'avais pu affermir avec plus d'attention le fil de mon histoire. En outre, je connaissais mieux la façon de vivre et le langage du peuple. Cette nouvelle ne m'a pas demandé moins de travail, peut-être plus que la première ».
Grigorovitch fait la lecture de sa nouvelle pour la première fois chez Nekrassov. La cousine d'Ivan Panaïev qui assistait à cette lecture se souvient comme l'auditoire était touché et remué. Avdotia Panaïeva, son épouse, a même fondu en larmes. « Panaïev et Nekrassov étaient assis immobiles et moi [sa cousine] je pleurais dans le côté le plus éloigné d'un divan. » Panaïev s'adressa à sa jeune cousine adolescente: « N'aie pas honte de tes larmes et écoute-moi bien: ce que Grigorovitch vient de lire aura une incidence énorme, pas seulement sur l'état de notre littérature, mais sur la nation en général. »

## Sujet
À l'origine, Anton le pauvre hère se terminait par une scène d'émeute, les paysans mettant le feu à la maison de l'intendant Nikita Fiodorovitch et poussant le tyran détesté dans les flammes. Comme cela est aussitôt refusé par le comité de censure, Alexandre Nikitenko, censeur et membre de l'équipe de la revue Le Contemporain parvient à convaincre ses collègues du comité de réviser leur position. Il réécrit lui-même la scène finale. « Sans prévenir quiconque, Nikitenko écrivit lui-même la fin de la nouvelle, selon laquelle l'intendant demeure en vie, tandis que les émeutiers, se repentent publiquement avant d'être déportés », écrit Grigorovitch. « Les censeurs l'ont presque démolie, puis la fin a été changée, la scène de l'émeute ayant été supprimée », écrit Biélinski dans une lettre adressée à Vassili Botkine.
La nouvelle Antoine le pauvre hère est inscrite à la liste des publications les plus dangereuses de l'année avec les articles de Biélinski et Herzen, par le comité spécial de littérature et d'édition.

## Réception et héritage
Comme Le Village un an plus tôt, Antoine le pauvre hère provoque des controverses et divise la critique. Vissarion Biélinski soutient l'auteur de toutes ses forces. « Les deux premiers livres de D. Grigorovitch qui ont provoqué de vives discussions ont été accueillis très favorablement par la critique. [Biélinski] reconnaissait en eux l'aube d'une nouvelle ère lorsque de jeunes nouveaux auteurs commenceraient à dévoiler la vérité, en particulier à propos des réalités de notre vie rurale », écrit Pavel Annenkov dans ses Mémoires
Antoine le pauvre hère est encensé par Mikhaïl Saltykov-Chtchedrine qui écrit plus tard: « Je me souviens du Village et d'Antoine le pauvre hère, comme si c'était hier. C'était comme une première pluie de printemps fructueux se déversant sur nous, les premières larmes humaines arrosant le sol de la littérature russe. La notion du moujik russe comme être humain de chair a été apportée à la littérature russe par Grigorovitch. »
Dans une lettre du 17 octobre 1893, Tolstoï écrit à Grigorovitch: « Vous m'êtes vraiment cher, spécialement à cause de l'effet inoubliable que vos deux premières nouvelles ont produit sur moi...J'étais un garçon de seize ans à l'époque et j'ai été captivé et touché quand j'ai lu pour la première fois Antoine le pauvre hère à tel point que j'ai été émerveillé comme après une révélation de découvrir que l'on pouvait écrire sur le moujik, notre nourricier et si je puis dire notre guide spirituel, non pas comme s'il s'agissait d'un simple détail du paysage, mais comme d'un homme réel, et que l'on pouvait écrire avec amour, respect et même avec une certaine appréhension. »
Alexandre Herzen se souvient que la nouvelle Antoine le pauvre hère avait réveillé en lui des sentiments profondément patriotiques et l'avait rendu plus proche des gens du peuple en Russie. « J'ai lu Antoine le pauvre hère en 1848, alors que j'étais à Naples. Cette histoire forte d'un paysan poursuivi par le bourgmestre qui avait fait faire un rapport sur lui, dicté par les villageois, me semblait vraiment dure, dans l'atmosphère où je me trouvais en Italie en proie au mouvement révolutionnaire, sous l'air doux et caressant de la Méditerranée. Je me sentis honteux d'être là où j'étais alors. L'image d'un homme simple, émacié, bienveillant, doux et innocent et pourtant enchaîné pour être déporté en Sibérie, m'a hanté pendant un bon bout de temps. »
D'après Tchernychevski, « Les premières œuvres de Grigorovitch et Tourgueniev ont préparé les lecteurs à la satire cinglante de Saltykov-Chtchedrine, en semant les graines d'une notion profonde, selon laquelle pour commencer à progresser vers la prospérité, la Russie devait d'abord apprendre à se voir sous son vrai jour. »
D'après le spécialiste de Grigorovitch, A. Mechtcheriakov, Antoine le pauvre hère « ouvrit dans une certaine mesure de nouveaux horizons en étant la nouvelle de la vie paysanne vue de façon épique et de diverses formes, un sous-genre qui sera exploité plus tard avec succès par nombre d'écrivains russes éminents, dont Grigorovitch lui-même. »